# Hulkoff
Hulkoff ist ein schwedisches Musikprojekt um den Kopf und Namensgeber des Projektes, Pär Hulkoff. Dieser fungiert als Sänger, Gitarrist und Keyboarder und schreibt Texte und Musik.
Neben Frontmann Hulkoff besteht die Gruppe aus dem Schlagzeuger Anders Johansson und dessen Sohn Niklas als Bassisten, zur Liveunterstützung kommt mit Kalle Johansson ein weiterer Sohn Anders’ hinzu.

## Stil
Pär Hulkoff ist abseits von dem Projekt „Hulkoff“ der Frontmann von Raubtier. Anders Johansson spielte zuvor mit Yngwie Malmsteen und Hammerfall.
Pär Hulkoff äußerte sich zur Entstehung des Projektes und dessen Charakter als solcher 2023 folgendermaßen: „I decided to release my first “solo” album in 2015. Throughout 2016 me and my wife Lotta started up Faravid Recordings. I was building a house during the daytime, wifey being expecting. We got our son in the fall, so between building the house and caring for our new-born I recorded Kven. It was a decent success. It opened new doors, and closed down the path to old horrors. I had some good guys with me during that time. My blood-brother Anders Johansson pounded the drums. We did some shows together. Good times. The brothers who play with me come and go, depending on availability and such. I would not call it a band in that usual context, although it is a band of brothers. I only recruit the best. This is like a reaving warband of yore, and he who has great enough skills comes along for a raid or two.“
Das 2017 veröffentlichte Debütalbum Kven erreichte Platz 37 der schwedischen Charts und blieb dort eine Woche. Hulkoffs Texte sind zumeist historisch-mythologisch inspiriert. Dabei werden altnordische, alt- und neugotische, altgriechische und skythische und althunnische Wörter und Phrasen eingeflochten.
Die Musik der Gruppe wird oft als Vermischung verschiedener Metal-Stile beschrieben. Johan Hagberg vom schwedischen Metalmagazin Rocknytt beschreibt das Genre Hulkoffs als „norrländsk metal“ (norrländischer Metal).
Einige Kritiker sehen Verwandtschaften mit der Musik Sabatons, tatsächlich ist dessen Sänger Joakim Brodén auch im Lied Ibor & Aio auf Kven zu hören. Anderen Kritikern folgend, klingt Hulkoff „nahezu identisch“ wie Raubtier, Pär Hulkoffs Hauptband. Für Hagberg ist die Musik Hulkoffs der Raubtiers überlegen.

## Diskografie

### Alben
| Jahr | Titel Musiklabel              | Höchstplatzierung, Gesamtwochen, AuszeichnungChartsChartplatzierungen (Jahr, Titel, Musiklabel, Platzierungen, Wochen, Auszeichnungen, Anmerkungen) | Anmerkungen                                             |
| Jahr | Titel Musiklabel              | SE | Anmerkungen                                             |
| ---- | ----------------------------- | --- | ------------------------------------------------------- |
| 2017 | Kven Faravid Recordings       | SE37 (1 Wo.)SE | Erstveröffentlichung: 17. November 2017 Format: CD, LP  |
| 2020 | Pansarfolk Faravid Recordings | SE8 (1 Wo.)SE | Erstveröffentlichung: 25. September 2020 Format: CD, LP |
| 2021 | Ragnarök Faravid Recordings   | SE22 (1 Wo.)SE | Erstveröffentlichung: 22. Oktober 2021 Format: 2CD      |
| 2023 | Hersir Faravid Recordings     | — | Erstveröffentlichung: 15. Dezember 2023                 |

### Singles
- 2017: Faravid
- 2017: Dragonrider
- 2017: Einherjer
- 2017: Ibor & Aio
- 2018: Beastmode
- 2018: Scyth
- 2020: Martialisk